# A Private Scandal (film 1931)
A Private Scandal è un film del 1931 diretto da Charles Hutchison.

## Produzione
Il film fu prodotto dalla Charles Hutchison Productions.

## Distribuzione
Il copyright del film, richiesto dalla Headline Pictures Corp., fu registrato il 13 novembre 1931 con il numero LP2629.
Distribuito dalla Headline Pictures, il film uscì nelle sale cinematografiche USA il 31 dicembre 1931. Nel Regno Unito, la Producers Distributing Corporation (PDC) distribuì il film - presentato a Londra il 15 aprile 1932 - l'11 luglio 1932. In seguito, trasmesso in televisione dalla Commonwealth Pictures Corporation, il film fu ribattezzato con il titolo The Girl from Nowhere.